# Gerard Tichelman
Gerard Louwrens Tichelman (Palembang, 31 januari 1893 - Haarlem, 3 januari 1962) was een Nederlands koloniaal bestuursambtenaar, self-made indoloog, museumconservator en verzetsman.
Tichelman volgde in Wageningen en Deventer een opleiding in de tropische landbouw en was van 1913 tot 1916 in Nederlands-Indië werkzaam op een plantage. Daarna werkte hij tot 1938 als bestuursambtenaar op de Molukken, Borneo en Sumatra, waarna hij verhuisde naar Nederland. In Amsterdam vond hij als gevolg van zijn smetteloze staat van dienst in Indië op vijfenveertigjarige leeftijd vrijwel meteen emplooi bij het Koloniaal Instituut, later het Tropeninstituut. Hij bekleedde er diverse functies, zoals medewerker van de Dienst Voorlichting, maar Tichelman bleek zich het best thuis te voelen als medewerker van het Tropenmuseum, waar hij acht jaar conservator was. Tevens stond hij daar verzetswerk toe en nam eraan deel, hoewel de nazi's het grootste deel van het gebouw gebruikten. Hij zou tot aan zijn pensioen in 1958 werkzaam blijven bij het Tropeninstituut.
Het lukte de gewezen ambtenaar Tichelman zich razendsnel in te werken en een professioneel niveau te bereiken wat betreft de kennis van de culturen van Nederlands-Indië, in het bijzonder van de materiële cultuuruitingen die door de Nederlandse volkenkundige musea werden bewaard, bestudeerd en geëxposeerd. Hij werd in binnen- en buitenland een erkend expert, vooral ook door zijn publicaties. Tichelman schreef een enorm oeuvre - artikelen en boeken - bij elkaar en publiceerde in zowel Nederlandse als buitenlandse vakbladen. Zijn onderwerpen varieerden van de toekomstproblemen van de jonge republiek Indonesië en de bestuurlijke indeling van Nederlands-Nieuw-Guinea tot de magisch geladen priesterattributen bij de Batak, prehistorische rotsgangen, en puzzels en oude volksverhalen uit Atjeh. Kleine, vluchtige schetsen over van alles en nog wat - Bolivia, Nigeria, het Paaseiland, een destijds bekende Indische dominee, verzetsmensen op de Molukken - schreef hij in informele periodieken, zoals De Indische Verlofganger en Oost en West, maar ook in dag- en weekbladen. Ook schreef hij boekrecensies en lemma's in de Winkler Prins Encyclopedie. Gerard Tichelman stierf op achtenzestigjarige leeftijd. Zijn archief, 3,5 meter lang, met veel onuitgegeven manuscripten, wordt beheerd door het Koninklijk Instituut voor Taal-, Land- en Volkenkunde in Leiden.

## Verzetswerk
In 1940 namen de nazi's ten behoeve van hun Grüne Polizei het Koninklijk Instituut voor de Tropen over, maar lieten het feitelijke Tropenmuseum daarbuiten, zodat dit open bleef. Tichelman was daar toen conservator en begon al snel met allerlei verzetswerk, dat leidde tot het drukken van illegale informatie en het opslaan van allerlei spullen zoals wapens en zenders. Ook werkte hij mee aan het toelaten van onderduikers, zoals de zoon van ex-premier Colijn, Henk Colijn. Slechts eenmaal werden bij een inval illegale spullen ontdekt, maar de rol van Tichelman bleef tijdens de oorlog geheim. 
Ook schreef Tichelman verzetspoëzie, zoals het gedicht 'Dodenweg'. 

## Selecte bibliografie
- 'Si gale gale, de Bataksche doodenpop', in: Cultureel Indië 1, 1939, p. 106-112
- Beeldende kunst der Bataks (met A.J. de Lorm). Leiden: E. J. Brill, 1941
- Tooverteekens en symbolen van Indonesië (met W.J. de Gruyter). 's Graveland: De Driehoek, 1942
- Archipel-Varia (met C.W. Wormser). Deventer: W. van Hoeve, 1942
- Eerste Tropenmemorandum (met L. J. van Geest). Deventer: W. van Hoeve, z.j
- Tweede Tropenmemorandum (met L. J. van Geest). Deventer: W. van Hoeve, 1943
- Nieuw-Guineesche oerkunst (met W.J. de Gruyter). Deventer: W. van Hoeve, 1944
- Geuzenliedboek 1940-1945. Eerste vervolg (met M.G. Schenk). Amsterdam? : 1945?
- Indië roept (redactie met H. Van Meurs). Amsterdam: Van Holkema en Warendorff, 1947
- Nieuw-Guinea, land der toekomst. Haarlem, 1948
- Draaiboek van Nieuw Guinee. Schiedam, 1951
- Indische Nederlanders. Amsterdam: Stichting IVIO, 1958 [AO-reeks 698]
- Anthropological Aspects. Leiden: A.W. Sythoff, 1960 [The South Moluccas, Rebellious Province or Occupied State dl.6]
- Wereldreis van een bronzen bijltje. Amsterdam: Stichting IVIO, 1961 (AO-reeks 892)

## Over Tichelman
- Denise Frank, Cultuur onder vuur; het Tropeninstituut in oorlogstijd. Amsterdam: KIT Publishers, 2012, p. 94 e.v.
- J. de Hoog, 'In memoriam G.L. Tichelman, 1893-1961', in: Kultuurpatronen deel 3-4, 1961, pp. 1–3 (Uitgave Etnografisch Museum Delft).